# Церковь Сант-Андреа (Пистоя)
Приходская церковь Святого Андрея (итал. La pieve di Sant'Andrea) — римско-католическая церковь, расположенная в историческом центре города Пистоя, Тоскана, Центральная Италия. Храм был построен в VIII веке, он является центром одноимённого прихода, которым управляет епархиальное духовенство Пистои.
Церковь знаменита уникальной кафедрой работы скульптора Джованни Пизано.

## История и архитектура
Основанная около VII века, церковь изначально имела меньшие размеры, но во второй половине XII века она приобрела свой нынешний вид благодаря архитектору Буоно. Ширина храма не изменилась, но увеличение высоты придало зданию ту особую вертикальность, которая и поныне составляет его особенность.
Фасад оформлен двухцветной мраморной облицовкой, типичной для романских церквей Тосканы, но под пизанским пизанским влиянием в так называемом «романо-пизанском стиле», что особенно заметно в деталях. Например, в архитраве центрального портала, на котором имеется изображение «Шествия волхвов», иконография довольно редкая в подобном контексте и, возможно, объясняемая тем фактом, что приходская церковь выходила на Виа Франчиджена, один из важнейших маршрутов средневековых паломников.
Капители колонн являются работой мастера Энрико, в то время как статуя Святого Андрея в люнете наверху — работа более позднего мастера, овладевшим манерой знаменитого Джованни Пизано.
В конце XV века была завершена верхняя часть фасада и возведен свод центрального нефа. В 1506 году Бернардино дель Синьораччо получил заказ на фресковую роспись апсиды и нижней части стен, от которой до наших дней сохранилась только центральная часть с изображением Бога Отца в мандорле. В алтаре справа находится картина «Мученичество Святого Андрея», заказанная Джованни Баттисте Вольпони, известному как «lo Scalabrino» в сотрудничестве с Бернардино Детти, но выполненное между 1531 и 1532 годами только первым. По левой стороне нефа находится алтарь Мелокки с Распятием Джованни Пизано на фоне фрески с изображением Скорбящих и Воскресения, датируемой около 1507 года (приписывается Джерино Джерини в сотрудничестве с самим Вольпони).
В XVII веке по инициативе приходского священника Бартоломео Челлези вдоль нефов были добавлены другие алтари, а картины для них были заказаны Кристофано Аллори и Джироламо Скалья из Лукки.
В приходской церкви находится орган trunci opus 316, построенный в 1865 году для церкви Кастеллина-ди-Серравалле-Пистойезе и впоследствии перенесённый на его нынешнее место. Он расположен на полу в правом боковом проходе, имеет механическую трансмиссию и 15 регистров.

## Галерея

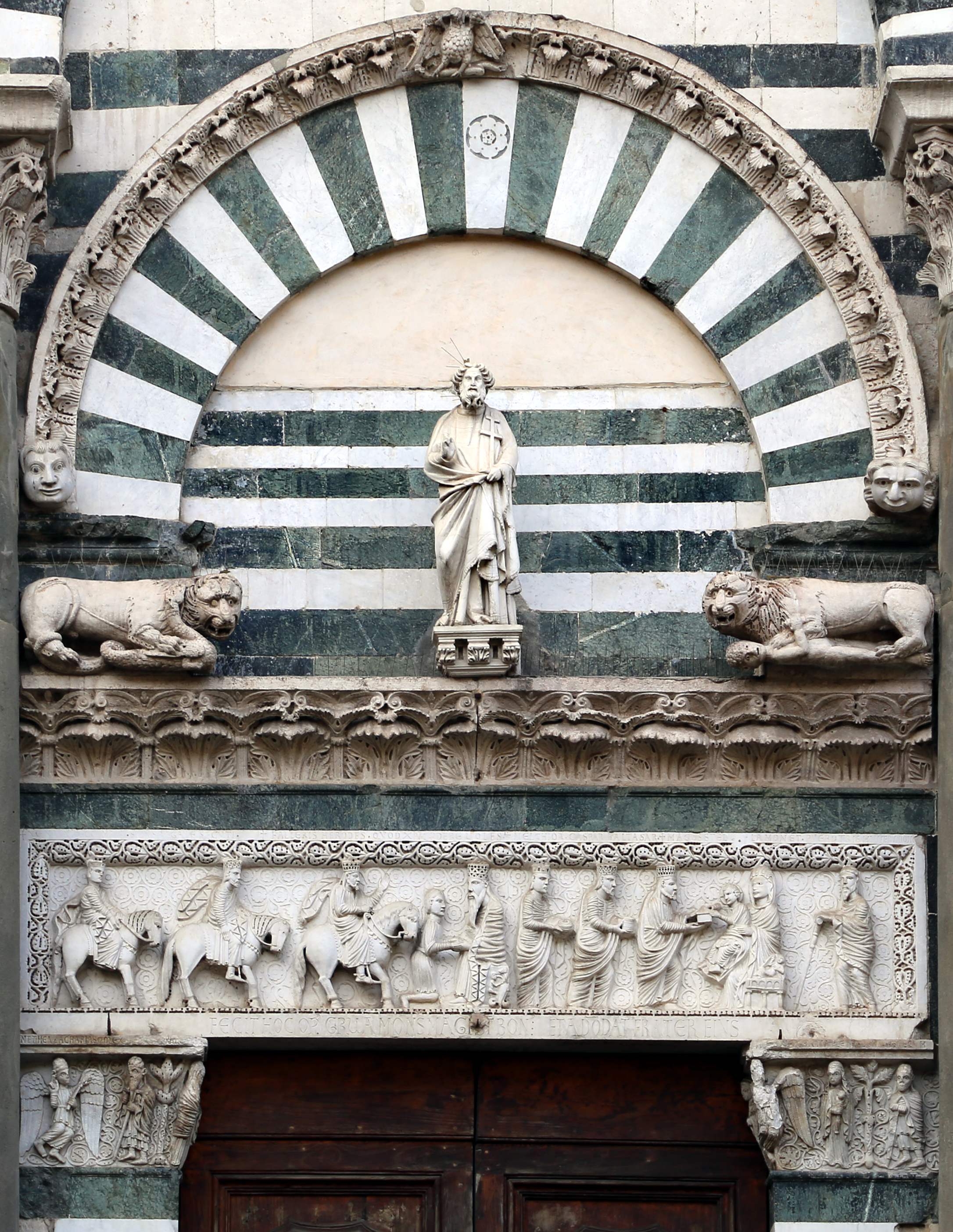
Архитрав и люнет центрального портала. Статуя Святого Андрея и рельеф «Шествие волхвов». 1166
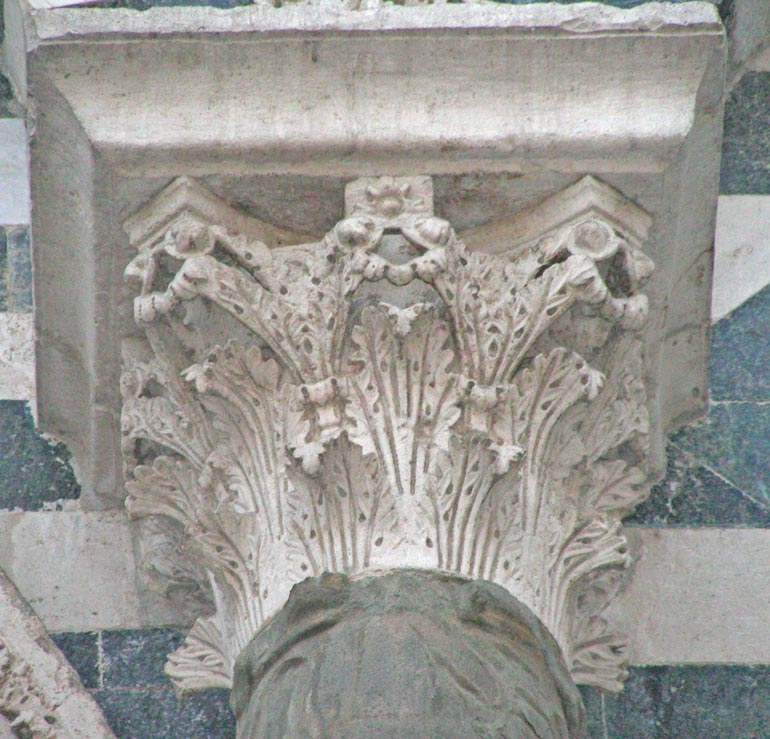
Капитель
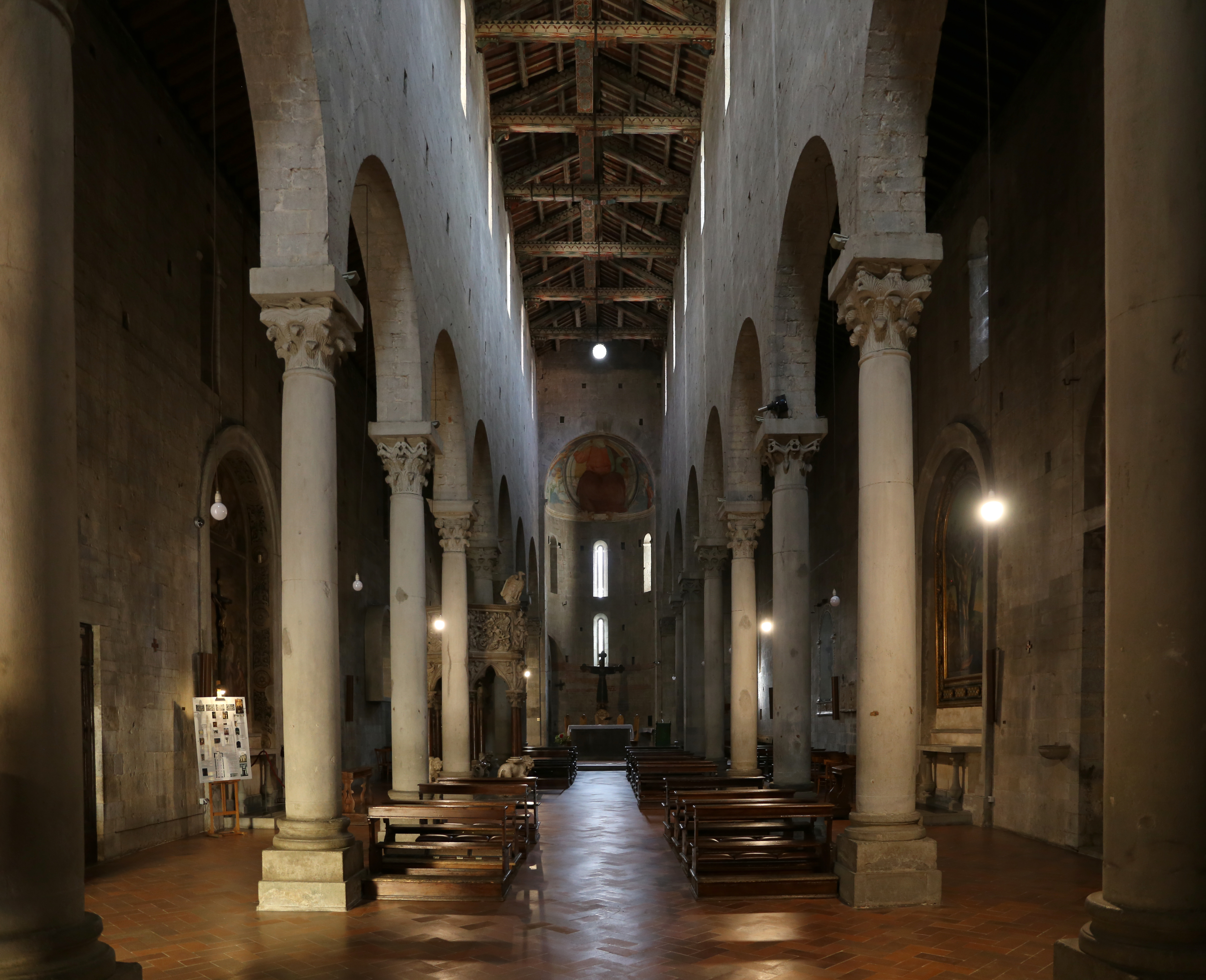
Интерьер
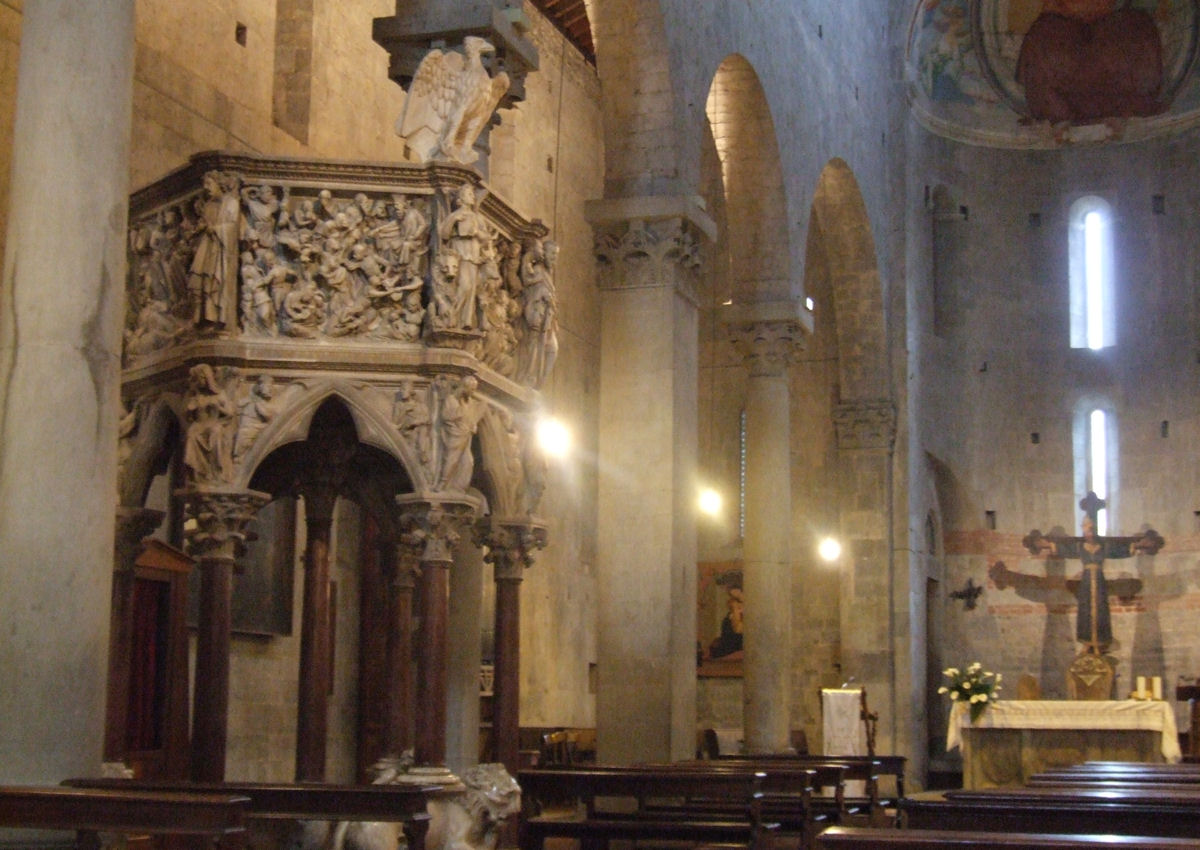
Интерьер. Кафедра и алтарь
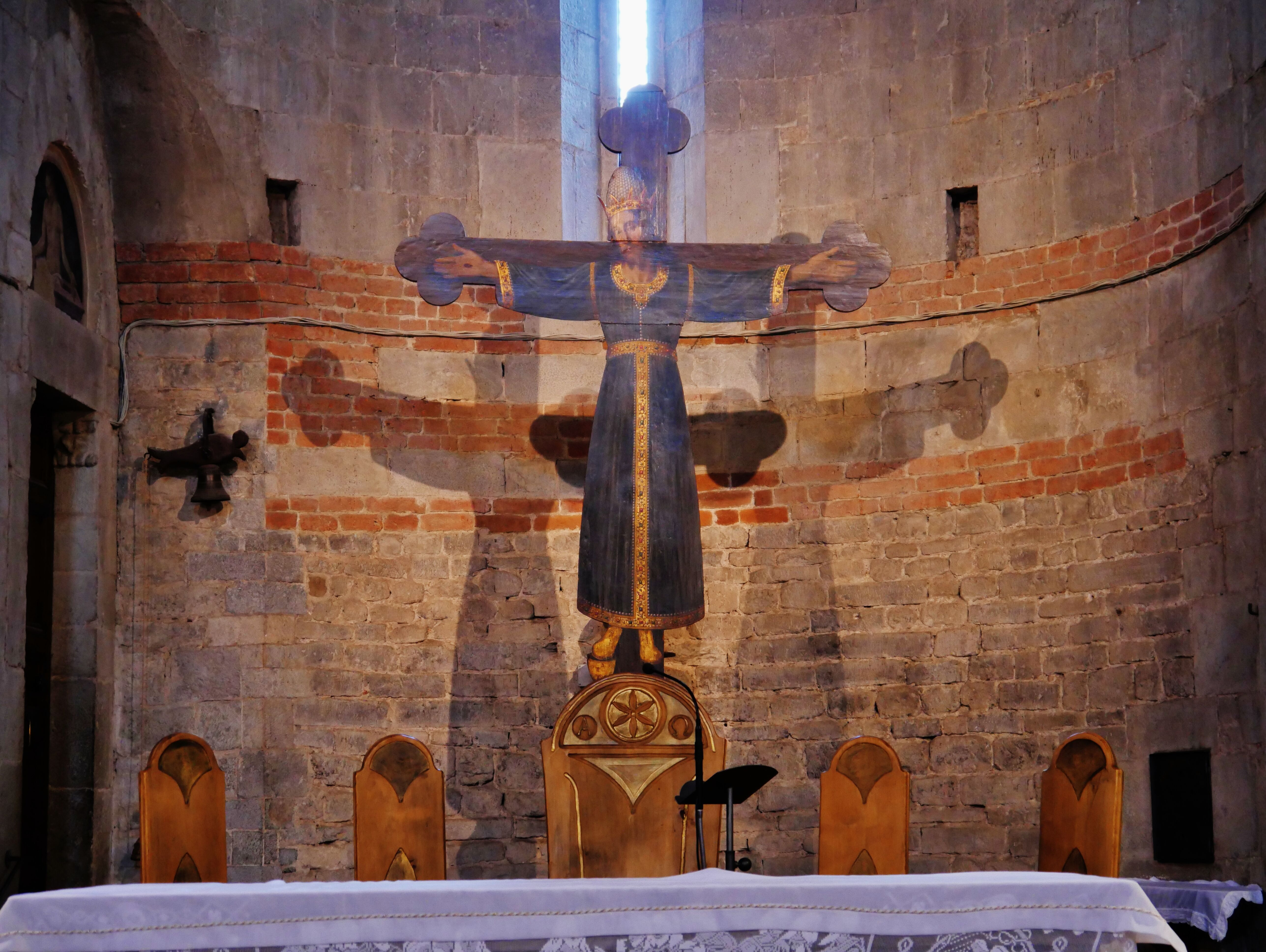
Образ Volto Santo. Алтарь
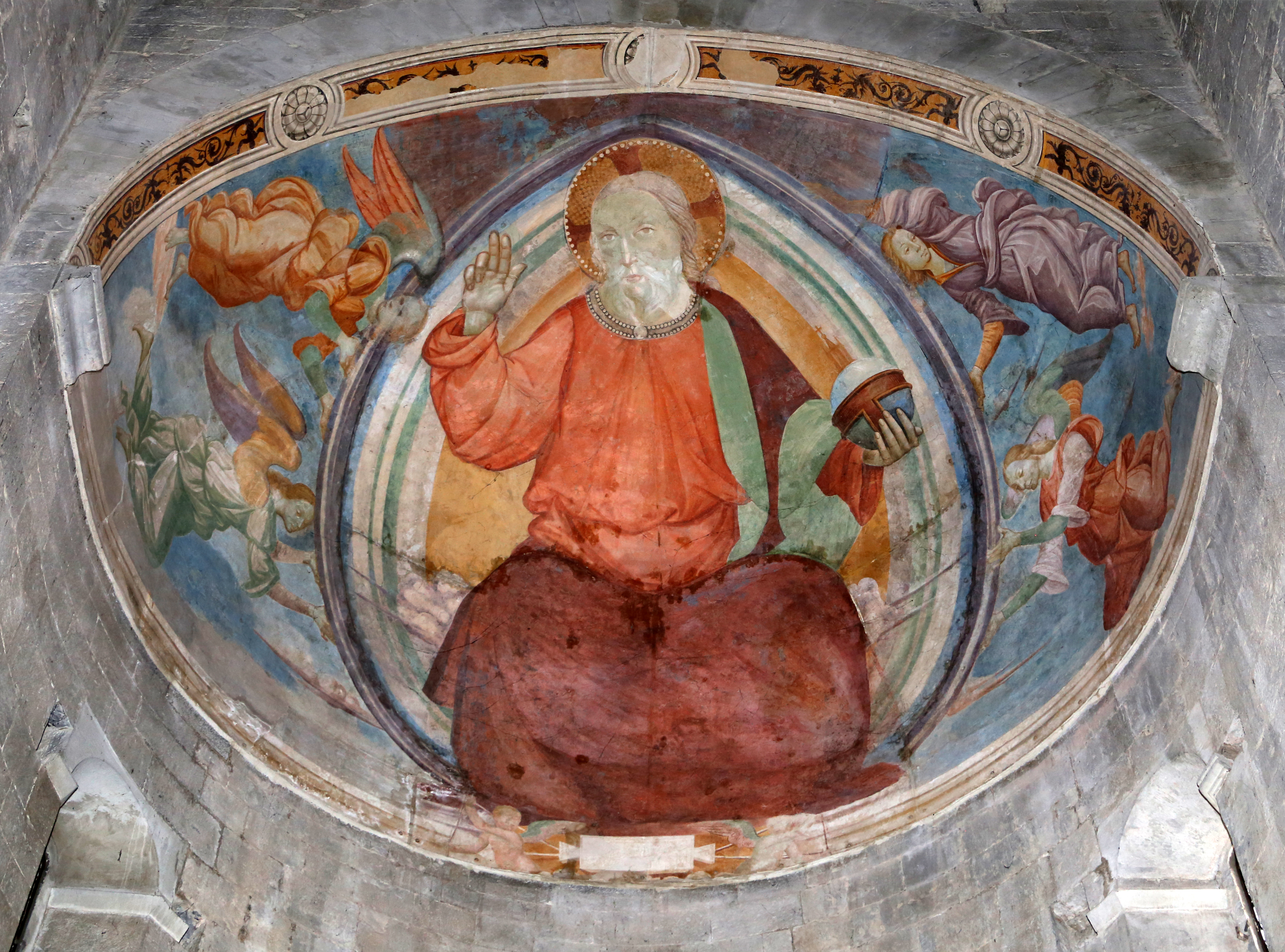
Бернардино дель Синьораччо. Бог Отец в мандорле (небесном сиянии). Фреска конхи апсиды. 1566
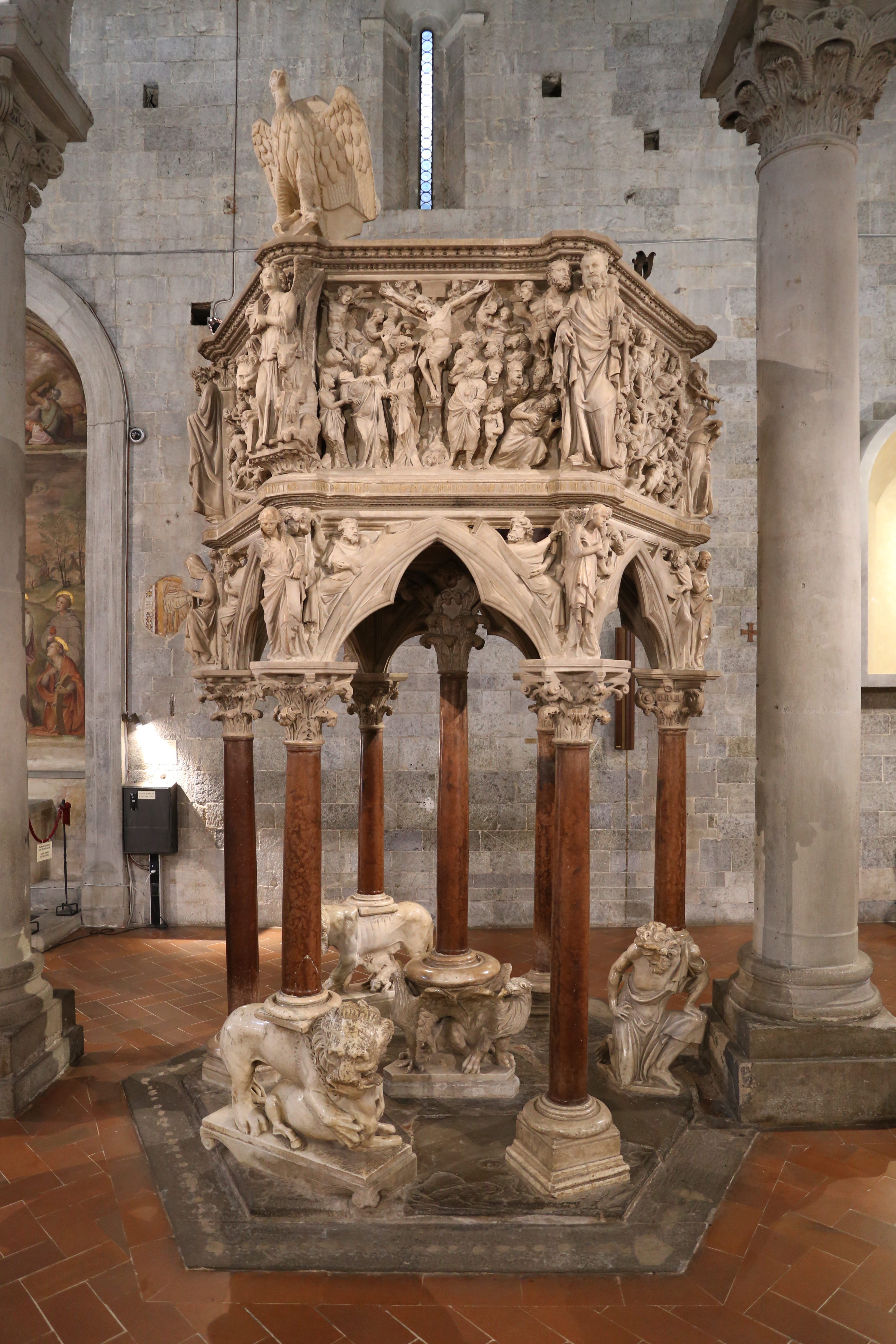
Кафедра. Скульптор Джованни Пизано. 1297-1301
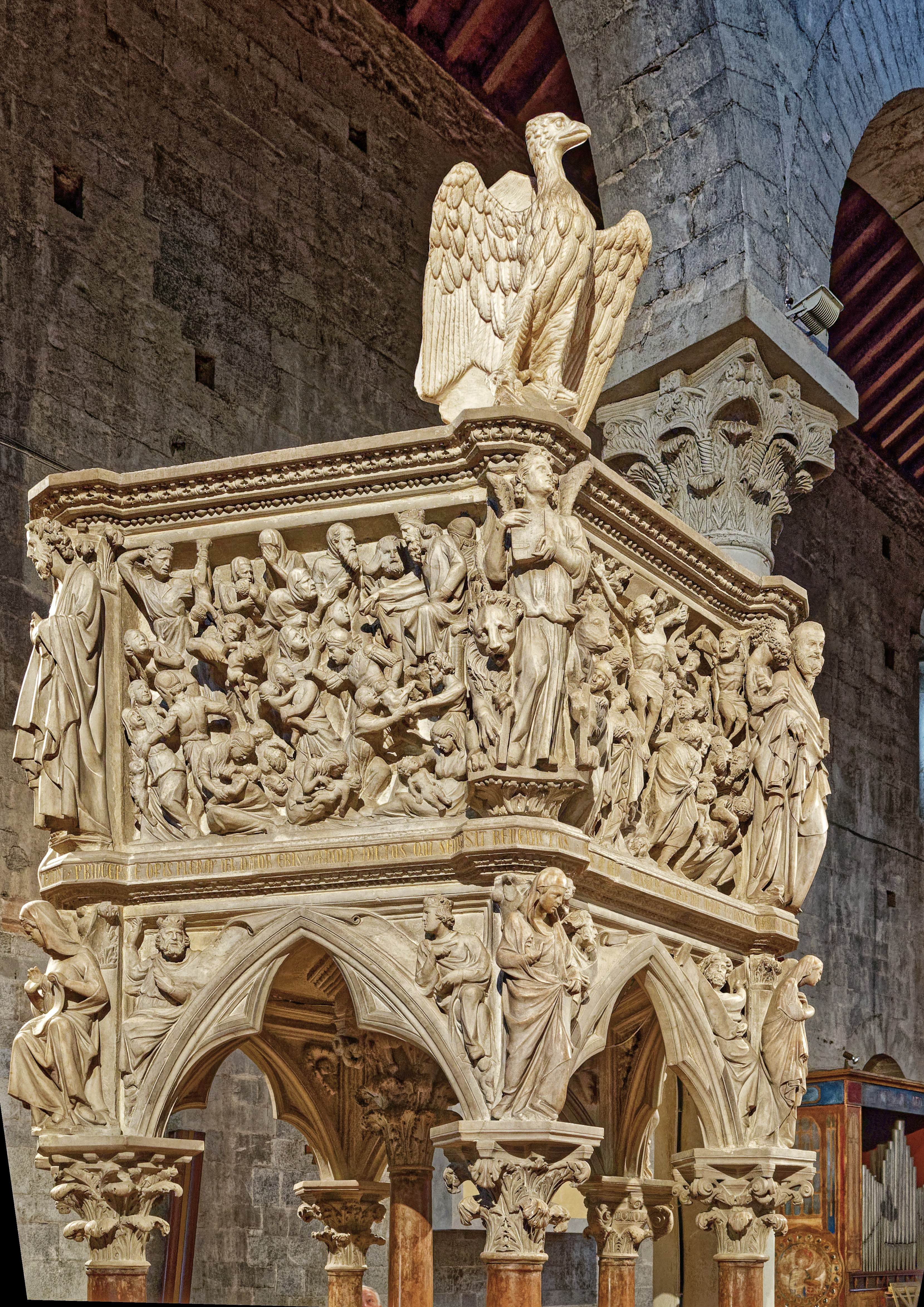
Деталь кафедры. Орёл – символ евангелиста Иоанна
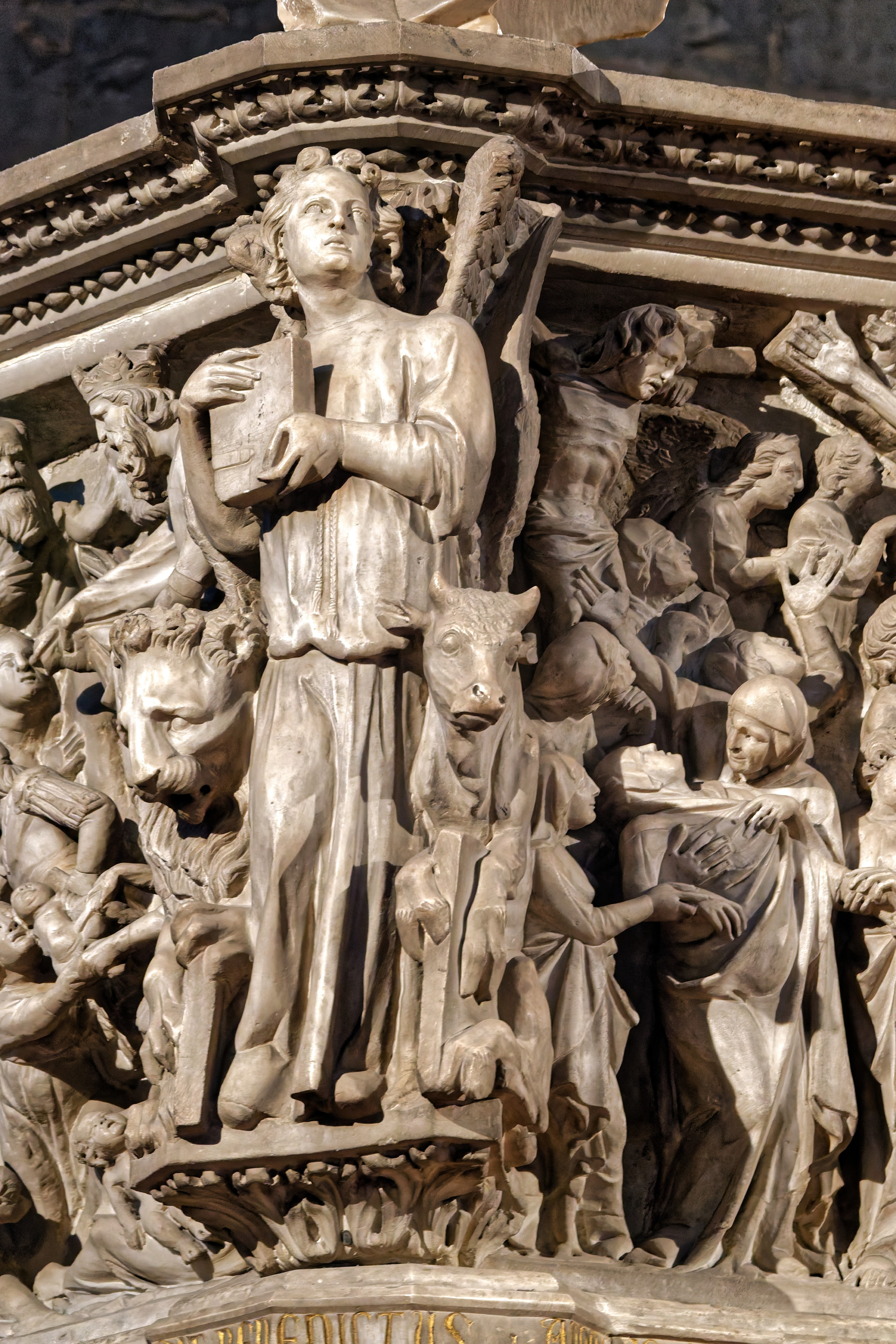
Деталь кафедры
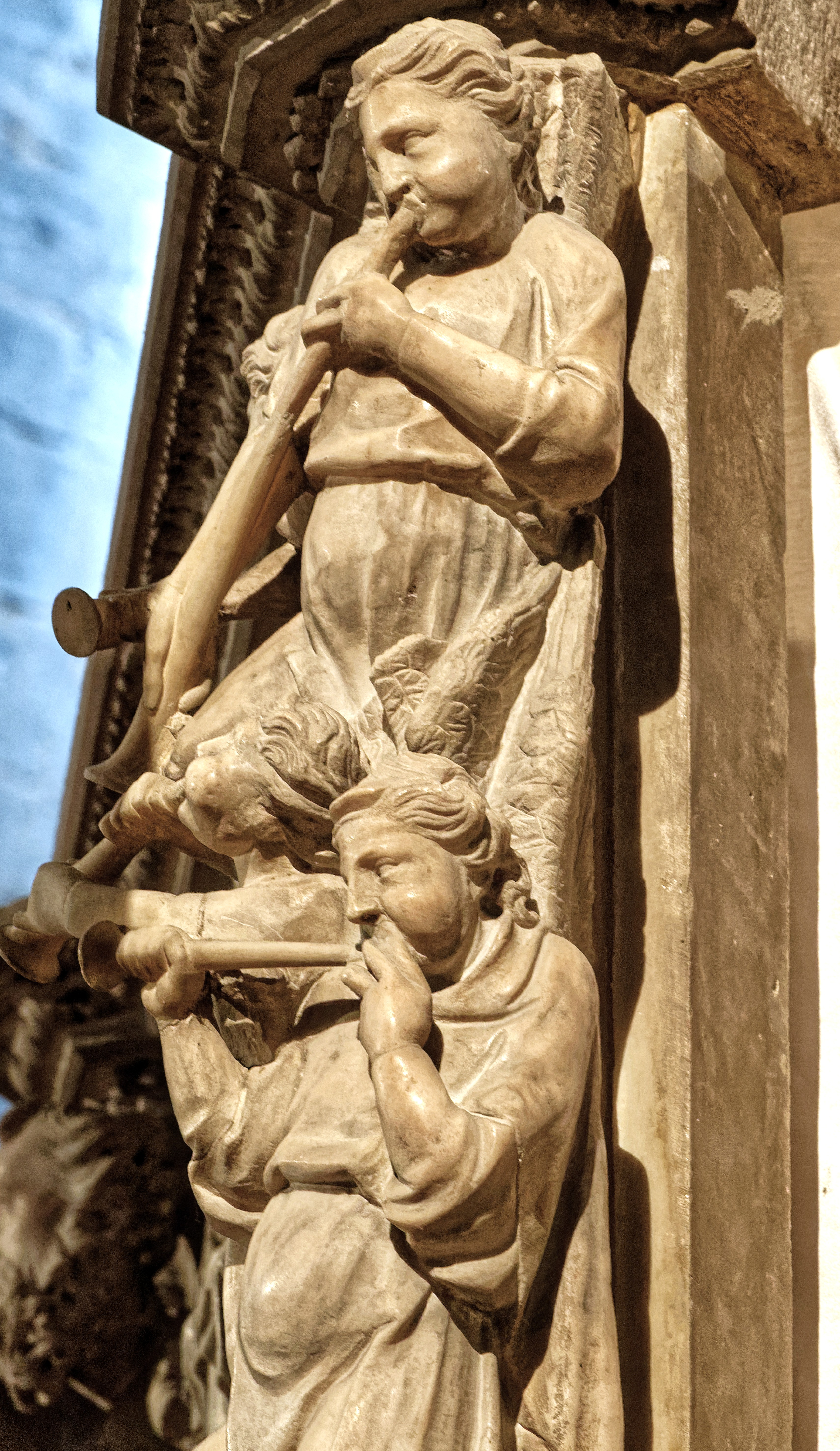
Деталь кафедры
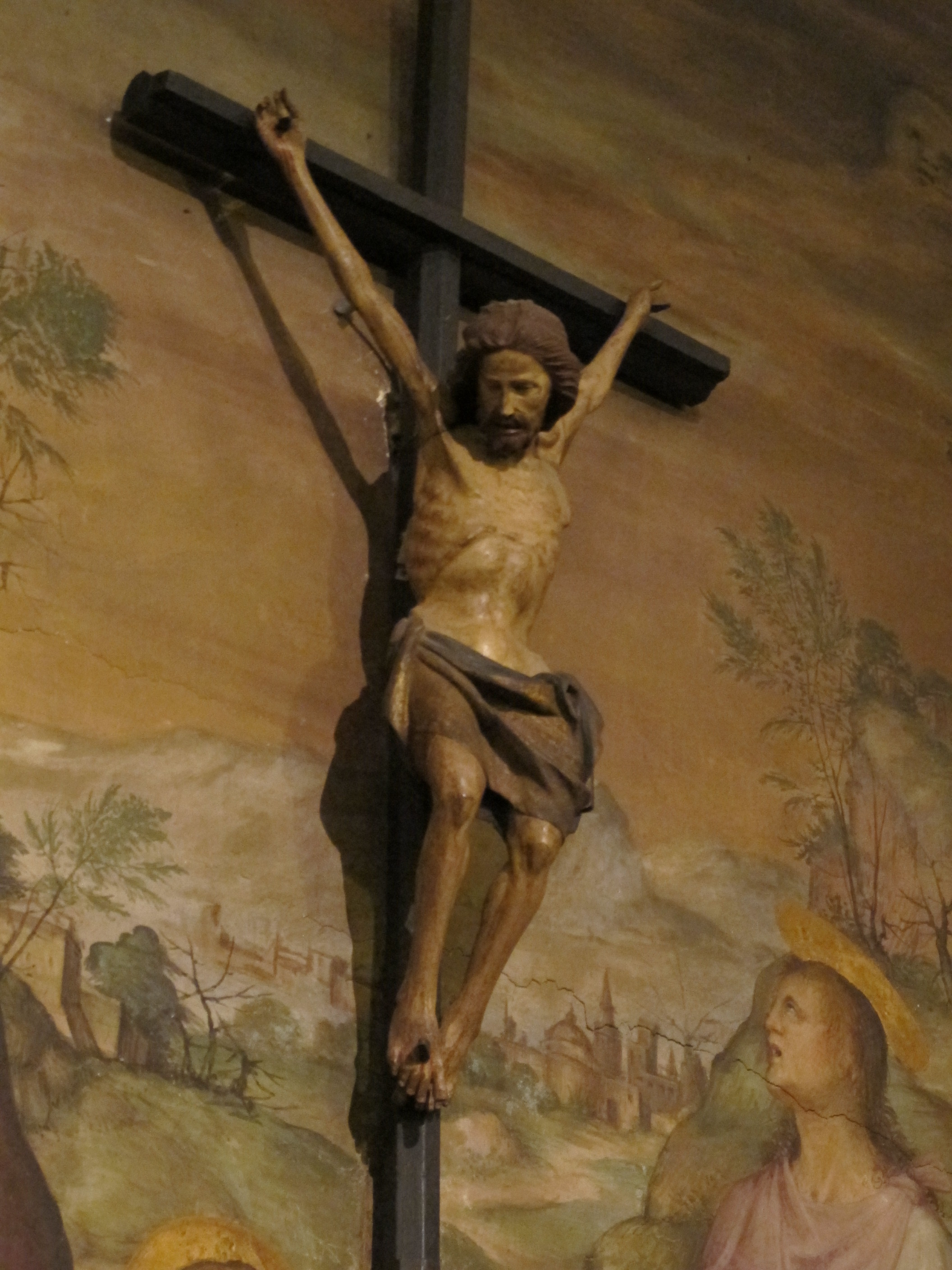
Распятие. Школа Джованни Пизано. XIV в.
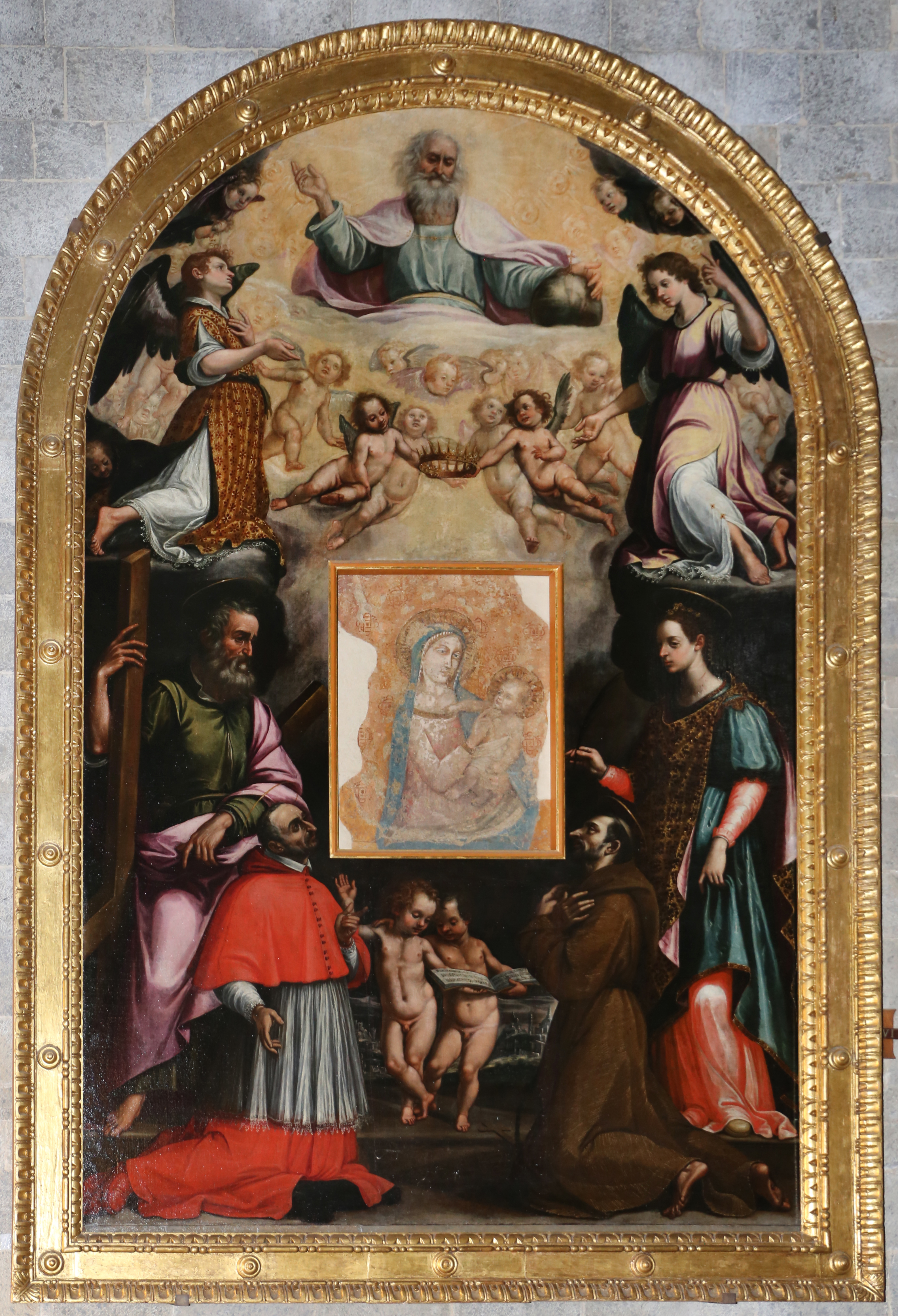
Алессио Джиминьяни. Бог Отец, святые и Мадонна с Младенцем. XV в.
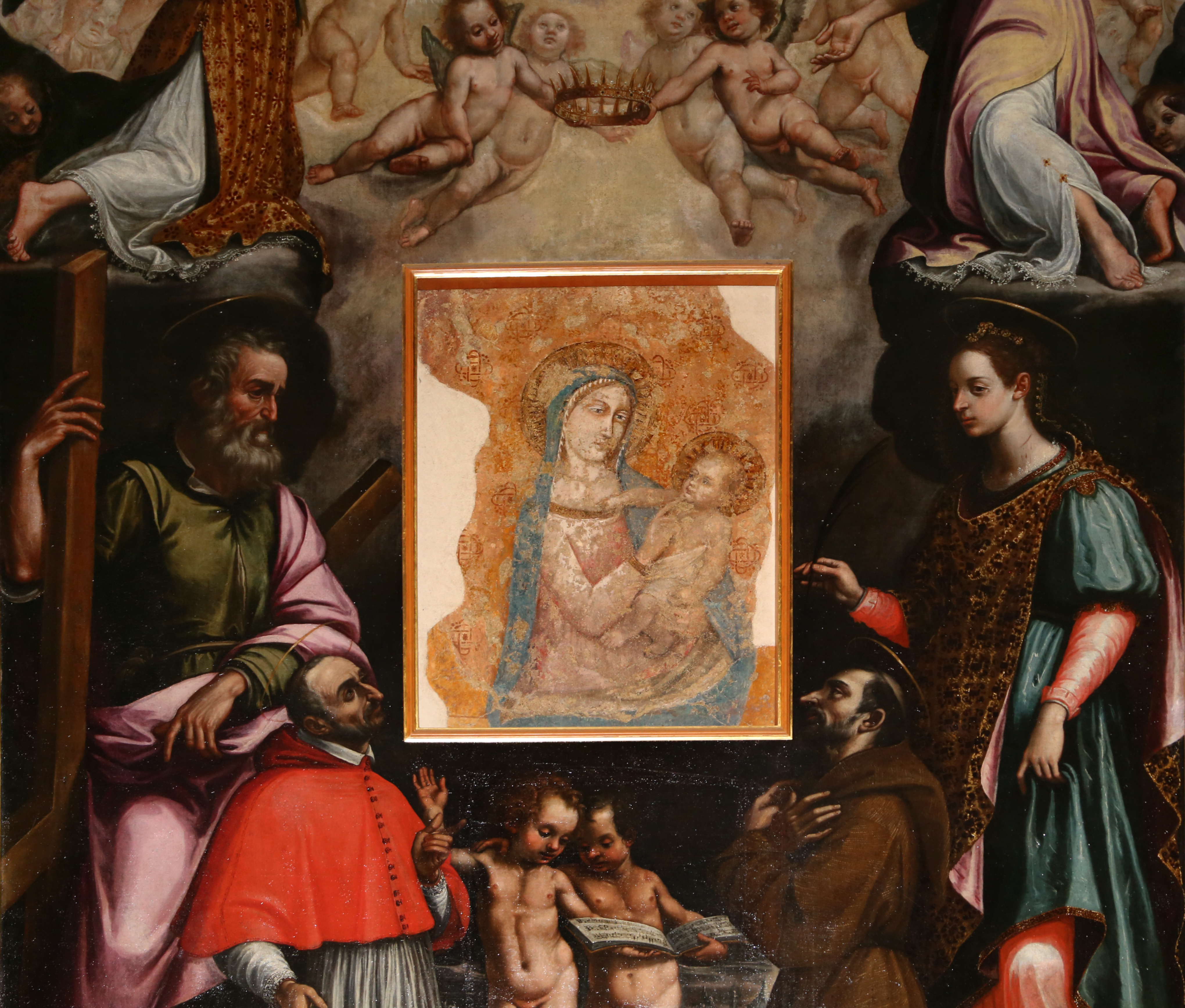
Деталь